# Cyclopogon secundum
Cyclopogon secundum är en orkidéart som beskrevs av Eric Alston Christenson. Cyclopogon secundum ingår i släktet Cyclopogon, och familjen orkidéer.
Artens utbredningsområde är Ecuador. Inga underarter finns listade i Catalogue of Life.